# 塔內爾·索科
塔內爾·索科（1985年1月20日—），愛沙尼亞籃球運動員。他曾代表愛沙尼亞國家男子籃球隊參賽。他的父親就是一位籃球運動員。